# Feri Baycu Güler
Feri Baycu Güler (Istanbul, 1976) è un'attrice e produttrice cinematografica turca, nota per aver interpretato il ruolo di Melahat nella serie DayDreamer - Le ali del sogno (Erkenci Kuş) e per quello di Nevin Yılmaz nella serie Mr. Wrong - Lezioni d'amore (Bay Yanlış).

## Biografia
Feri Baycu Güler è nata nel 1976 a Istanbul (Turchia), oltre ad essere un'attrice, è anche una produttrice cinematografica.

## Carriera
Feri Baycu Güler ha completato i suoi studi di recitazione presso il dipartimento teatrale dell'Università di Istanbul. Nel 2012 ha fatto la sua prima apparizione come attrice nella serie Askin halleri. Nel 2016 ha interpretato il ruolo di Fatma nella serie Altinsoylar. Nello stesso anno ha ricoperto il ruolo di Refika nella serie Çifte Saadet. Nel 2017 e nel 2018 è entrata a far parte del cast della serie Hayati ve Digerleri, nel ruolo di Kiymet. Dal 2017 al 2019 ha recitato nella serie Kadin.
Nel 2018 e nel 2019 è stata scelta per interpretare il ruolo di Melahat nella serie DayDreamer - Le ali del sogno (Erkenci Kuş) e dove ha recitato insieme ad attori come Can Yaman e Demet Özdemir. Nel 2020 ha recitato nella serie Love 101. Nello stesso anno è entrata a far parte del cast della serie Mr. Wrong - Lezioni d'amore (Bay Yanlış), nel ruolo di Nevin Yılmaz e dove ha recitato insieme ad attori come Can Yaman e Özge Gürel.
Nel 2021 ha ricoperto il ruolo di Canan nella serie The Club (Kulüp). Nello stesso anno ha interpretato il ruolo di Sara nel cortometraggio Susam diretto da Sami Morhayim. Nel 2021 e nel 2022 ha interpretato il ruolo di Döndü nella serie Camdaki Kiz. Nel 2022 ha recitato nel film Hilal, Feza and Other Planets diretto da Kutlug Ataman.

## Filmografia

### Attrice

#### Cinema
- Hilal, Feza and Other Planets, regia di Kutlug Ataman (2022)

#### Televisione
- Askin halleri – serie TV (2012)
- Altinsoylar – serie TV (2016)
- Çifte Saadet – serie TV (2016)
- Hayati ve Digerleri – serie TV (2017-2018)
- Kadin – serie TV, 72 episodi (2017-2019)
- DayDreamer - Le ali del sogno (Erkenci Kuş) – serie TV, 51 episodi (2018-2019)
- Love 101 – serie TV, 8 episodi (2020)
- Mr. Wrong - Lezioni d'amore (Bay Yanlış) – serie TV, 14 episodi (2020)
- Baraj – serie TV (2020)
- The Club (Kulüp) – serie TV (2021)
- Camdaki Kiz – serie TV (2021-2022)

#### Cortometraggi
- Susam, regia di Sami Morhayim (2021)

### Produttrice

#### Cinema
- LCV (Lütfen Cevap Veriniz), regia di Kaan Arici, Ibrahim Hamdan e Ismet Kurtulus (2022)

## Teatro
- Özel Kadınlar Listesi (2015)
- Nereye Gitti Bütün Çiçekler? (2016)
- Kızgın Damdaki Kedi (2017)
- Empatopya (2018)
- Tartuffe (2019)
- BEN ANADOLU Yıldız Kenter'in Anısına Saygıyla (2020)
- Şehirde Kimse Yokken (2022)
- Kum Zambakları (2022)

## Doppiatrici italiane
Nelle versioni in italiano dei suoi film e delle sue serie TV, Feri Baycu Güler è stata doppiata da:
- Daniela Abbruzzese[21] in DayDreamer - Le ali del sogno[22], in Mr. Wrong - Lezioni d'amore[23]